# Julie Heldman
Julie Heldman (Berkeley, Califòrnia, Estats Units, 8 de desembre de 1945) fou una tennista professional estatunidenca durant la dècada del 1960.
En el seu palmarès destaca el títol de Copa Federació aconseguit els anys 1966 i 1969 amb l'equip estatunidenc. En l'edició de 1975 fou capitana de l'equip.
Va participar en els Jocs Olímpics de Ciutat de Mèxic (1968) en l'esdeveniment de tennis, que fou esport de demostració i exhibició. Va disputar totes les proves en les quals podia participar, les tres de demostració (individual, dobles femenins amb Rosa Maria Darmon i dobles mixts amb Herbert Fitzgibbon) i les tres d'exhibició (individual, dobles femenins amb Rosa Maria Darmon i dobles mixts amb Herbert Fitzgibbon), aconseguint un total de cinc medalles (dues d'or, dues d'argent i una de bronze).

## Biografia
Filla de Julius Heldman, tennista amateur i fundador de la revista World Tennis, i Gladys Heldman, editora jueva. Es va casar amb Bernie Weiss l'any 1981, i van tenir una filla de nom Amy Rebecca (1987). Després de la retirada va treballar com a comentarista i periodista per diversos canals com CBS, NBC, PBS i HBO en determinats Grand Slams.
Es va graduar amb el títol Bachelor of Arts per la Universitat Stanford l'any 1966, i també amb el Juris Doctor per UCLA el 1981.
Va publicar articles sobre tennis en diverses revistes, i va esdevenir la primera dona en cobrir un esdeveniment tennístic masculí (1976). També va publicar les seves memòries titulades Driven, A Daughter's Odyssey a l'agost de 2018. La seva figura va aparèixer en la pel·lícula Battle of the Sexes (2017) interpretada per Bridey Elliott.

## Palmarès

### Individual: 33 (12−21)
| Títols per superfície |
| --------------------- |
| Dura (3−2)            |
| Gespa (4−1)           |
| Terra batuda (4−7)    |
| Moqueta (1−11)        |

| Resultat   | Núm. | Data                   | Torneig                                           | Superfície   | Oponent             | Marcador       |
| ---------- | ---- | ---------------------- | ------------------------------------------------- | ------------ | ------------------- | -------------- |
| Guanyadora | 1.   | 1962                   | Cincinnati, Estats Units                          | Dura         | Roberta Alison      | 6−4, 6−4       |
| Finalista  | 1.   | 16 d'abril de 1964     | Ojai, Estats Units                                | Dura         | Billie Jean Moffitt | 6−3, 1−6, 4−6  |
| Guanyadora | 2.   | 1965                   | Toronto, Canadà                                   | Gespa        | Faye Urban          | 6−3, 8−6       |
| Guanyadora | 3.   | 7 de juliol de 1968    | Båstad, Suècia                                    | Terra batuda | Kathleen Harter     | Sorteig        |
| Finalista  | 2.   | 15 de juliol de 1968   | Gstaad, Suïssa                                    | Terra batuda | Annette Van Zyl     | 0−6, 1−6       |
| Finalista  | 3.   | 28 d'octubre de 1968   | Jocs Olímpics, Ciutat de Mèxic, Mèxic (exhibició) | Terra batuda | Peaches Bartkowicz  | 3−6, 2−6       |
| Guanyadora | 4.   | 25 de febrer de 1969   | Curaçao, Antilles Neerlandeses                    | Dura         | Nancy Richey        | 5−7, 6−1, 10−8 |
| Guanyadora | 5.   | 11 de març de 1969     | Barranquilla, Colòmbia                            | Terra batuda | Peaches Bartkowicz  | 5−7, 6−2, 6−3  |
| Guanyadora | 6.   | 19 de març de 1969     | Fort Lauderdale, Estats Units                     | Terra batuda | Virginia Wade       | 6−1, 6−4       |
| Guanyadora | 7.   | 21 d'abril de 1969     | Roma, Itàlia                                      | Terra batuda | Kerry Melville      | 7−5, 6−3       |
| Finalista  | 4.   | 31 de març de 1969     | San Juan, Puerto Rico                             | Dura         | Margaret Court      | 4−6, 5−7       |
| Finalista  | 5.   | 27 d'octubre de 1969   | Aberavon, Regne Unit                              | Moqueta (i)  | Virginia Wade       | 4−6, 4−6       |
| Guanyadora | 8.   | 3 de novembre de 1969  | Torquay, Regne Unit                               | Dura (i)     | Virginia Wade       | 4−6, 8−6, 6−3  |
| Finalista  | 6.   | 13 de novembre de 1969 | Londres, Regne Unit                               | Moqueta (i)  | Virginia Wade       | 4−6, 1−6       |
| Finalista  | 7.   | 23 de novembre de 1969 | Estocolm, Suècia                                  | Moqueta (i)  | Billie Jean King    | 7−9, 2−6       |
| Finalista  | 8.   | 20 d'abril de 1970     | Roma                                              | Terra batuda | Billie Jean King    | 1−6, 3−6       |
| Finalista  | 9.   | 5 d'abril de 1971      | St. Petersburg, Estats Units                      | Terra batuda | Chris Evert         | 1−6, 2−6       |
| Guanyadora | 9.   | 7 de juny de 1971      | Nottingham, Regne Unit                            | Gespa        | Barbara Hawcroft    | 6−4, 7−9, 6−3  |
| Finalista  | 10.  | 19 d'octubre de 1971   | Billingham, Regne Unit                            | Moqueta (i)  | Virginia Wade       | 6−4, 5−7, 3−6  |
| Finalista  | 11.  | 18 de novembre de 1971 | Londres (2)                                       | Moqueta (i)  | Virginia Wade       | 1−6, 3−6       |
| Finalista  | 12.  | 17 d'octubre de 1972   | Billingham (2)                                    | Moqueta (i)  | Margaret Court      | 5−7, 0−6       |
| Guanyadora | 10.  | 9 de juliol de 1973    | Newport, Regne Unit                               | Gespa        | Dianne Fromholtz    | 1−6, 6−1, 11−9 |
| Finalista  | 13.  | 19 d'agost de 1973     | Newport, Estats Units                             | Gespa        | Margaret Court      | 3−6, 2−6       |
| Finalista  | 14.  | 22 d'octubre de 1973   | Aberavon (2)                                      | Moqueta (i)  | Virginia Wade       | 3−6, 1−6       |
| Finalista  | 15.  | 30 d'octubre de 1973   | Edimburg, Regne Unit                              | Moqueta (i)  | Virginia Wade       | 4−6, 6−3, 1−6  |
| Finalista  | 16.  | 14 de novembre de 1973 | Londres (3)                                       | Moqueta (i)  | Virginia Wade       | 2−6, 6−3, 5−7  |
| Finalista  | 17.  | 20 de maig de 1974     | Bournemouth, Regne Unit                           | Terra batuda | Virginia Wade       | 1−6, 6−3, 1−6  |
| Guanyadora | 11.  | 8 de juliol de 1974    | Newport (2)                                       | Gespa        | Sue Mappin          | 6−3, 6−4       |
| Finalista  | 18.  | 12 d'agost de 1974     | Toronto                                           | Terra batuda | Chris Evert         | 0−6, 3−6       |
| Finalista  | 19.  | 16 de setembre de 1974 | Orlando, Estats Units                             | Terra batuda | Martina Navrátilová | 5−7, 4−6       |
| Guanyadora | 12.  | 28 d'octubre de 1974   | Cardiff, Regne Unit                               | Moqueta (i)  | Glynis Coles        | 6−4, 6−2       |
| Finalista  | 20.  | 4 de novembre de 1974  | Edimburg (2)                                      | Moqueta (i)  | Virginia Wade       | 3−6, 6−4, 2−6  |
| Finalista  | 21.  | 11 de novembre de 1974 | Londres (4)                                       | Moqueta (i)  | Virginia Wade       | 6−7, 2−6       |

### Dobles femenins: 37 (12−25)
| Títols per superfície |
| --------------------- |
| Dura (0−4)            |
| Gespa (3−3)           |
| Terra batuda (2−5)    |
| Moqueta (5−8)         |

| Resultat   | Núm. | Data                   | Torneig                                             | Superfície   | Parella            | Oponents                                  | Marcador      |
| ---------- | ---- | ---------------------- | --------------------------------------------------- | ------------ | ------------------ | ----------------------------------------- | ------------- |
| Finalista  | 1.   | 1965                   | Toronto, Canadà                                     | Gespa        | Benita Senn        | Vicky Berner Faye Urban                   | 8−6, 4−6, 1−6 |
| Finalista  | 2.   | 7 de juliol de 1968    | Båstad, Suècia                                      | Terra batuda | Kathleen Harter    | Eva Lundquist Olga Morozova               | 0−6, 4−6      |
| Finalista  | 3.   | 14 d'octubre de 1968   | Jocs Olímpics, Ciutat de Mèxic, Mèxic (demostració) | Terra batuda | Rosie Darmon       | Edda Buding Helga Masthoff                | 3−6, 4−6      |
| Guanyadora | 1.   | 28 d'octubre de 1968   | Jocs Olímpics, Ciutat de Mèxic, Mèxic (exhibició)   | Terra batuda | Rosie Darmon       | Peaches Bartkowicz Valerie Ziegenfuss     | 6−0, 10−8     |
| Finalista  | 4.   | 25 de febrer de 1969   | Curaçao, Antilles Neerlandeses                      | Dura         | Nancy Richey       | Margaret Court Judy Tegart                | 4−6, 2−6      |
| Finalista  | 5.   | 14 d'octubre de 1969   | Perth, Regne Unit                                   | Dura (i)     | Mary-Ann Eisel     | A. Haydon-Jones Virginia Wade             | 4−6, 4−6      |
| Guanyadora | 2.   | 9 de juny 1969         | Beckenham, Regne Unit                               | Gespa        | Mary-Ann Eisel     | Kerry Melville Karen Krantzcke            | 7−5, 6−3      |
| Finalista  | 6.   | 27 d'octubre de 1969   | Aberavon, Regne Unit                                | Moqueta (i)  | Mary-Ann Eisel     | A. Haydon-Jones Virginia Wade             | 3−6, 2−6      |
| Finalista  | 7.   | 3 de novembre de 1969  | Torquay, Regne Unit                                 | Dura (i)     | Mary-Ann Eisel     | A. Haydon-Jones Virginia Wade             | 2−6, 6−4, 2−6 |
| Finalista  | 8.   | 23 de novembre de 1969 | Estocolm, Suècia                                    | Moqueta (i)  | Françoise Dürr     | Rosie Casals Billie Jean King             | 4−6, 4−6      |
| Finalista  | 9.   | 13 de juliol de 1970   | Hoylake, Regne Unit                                 | Gespa        | Judy Tegart-Dalton | Karen Krantzcke Kerry Melville            | 2−6, 10−12    |
| Guanyadora | 3.   | 7 de juny 1971         | Nottingham, Regne Unit                              | Gespa        | Françoise Dürr     | Ana María Arias Raquel Giscafré           | 6−0, 6−3      |
| Finalista  | 10.  | 5 d'agost de 1971      | Saint Petersburg, Estats Units                      | Terra batuda | Judy Tegart-Dalton | Françoise Dürr A. Haydon-Jones            | 6−7, 6−3, 3−6 |
| Finalista  | 11.  | 9 d'agost de 1971      | Indianapolis, Estats Units                          | Terra batuda | Linda Tuero        | J. Tegart-Dalton Billie Jean King         | 1−6, 2−6      |
| Guanyadora | 4.   | 12 d'octubre de 1971   | Edimburg, Regne Unit                                | Moqueta (i)  | Evonne Goolagong   | Patti Hogan Nell Truman                   | 6−3, 6−0      |
| Finalista  | 12.  | 19 d'octubre de 1971   | Billingham, Regne Unit                              | Moqueta (i)  | Evonne Goolagong   | Françoise Dürr Virginia Wade              | 3−6, 6−4, 2−6 |
| Finalista  | 13.  | 23 d'octubre de 1971   | Londres, Regne Unit                                 | Dura (i)     | Evonne Goolagong   | Françoise Dürr Virginia Wade              | 6−3, 5−7, 3−6 |
| Finalista  | 14.  | 2 de novembre de 1971  | Aberavon (2)                                        | Moqueta (i)  | Evonne Goolagong   | Françoise Dürr Virginia Wade              | 5−7, 4−6      |
| Guanyadora | 5.   | 8 de novembre de 1971  | Torquay                                             | Moqueta (i)  | Evonne Goolagong   | Françoise Dürr Virginia Wade              | 7−6, 6−4      |
| Guanyadora | 6.   | 18 de novembre de 1971 | Dewar Cup Final, Londres, Regne Unit                | Moqueta (i)  | Evonne Goolagong   | Françoise Dürr Virginia Wade              | 7−5, 6−4      |
| Finalista  | 15.  | 10 de juliol de 1972   | Gstaad, Suïssa                                      | Terra batuda | Pam Teeguarden     | Fiorella Bonicelli María Isabel Fernández | 3−6, 4−6      |
| Finalista  | 16.  | 24 d'octubre de 1972   | Edimburg                                            | Moqueta (i)  | Betty Stöve        | Margaret Court Virginia Wade              | 2−6, 3−6      |
| Finalista  | 17.  | 31 d'octubre de 1972   | Aberavon (3)                                        | Moqueta (i)  | Betty Stöve        | Margaret Court Virginia Wade              | 0−6, 3−6      |
| Guanyadora | 7.   | 23 de gener de 1973    | Inglewood, Estats Units                             | Moqueta (i)  | Rosie Casals       | Margaret Court Lesley Hunt                | Renúncia      |
| Guanyadora | 8.   | 29 de gener de 1973    | Bethesda, Estats Units                              | Moqueta (i)  | Rosie Casals       | Kerry Harris Kerry Melville               | 6−3, 6−3      |
| Guanyadora | 9.   | 4 de juny de 1973      | Chichester, Regne Unit                              | Gespa        | Ann Kiyomura       | J. Fayter-Hough Peggy Michel              | 7−5, 6−3      |
| Finalista  | 18.  | 9 de juliol de 1973    | Newport, Regne Unit                                 | Gespa        | Dianne Fromholtz   | Patti Hogan Sharon Walsh                  | Renúncia      |
| Finalista  | 19.  | 22 d'octubre de 1973   | Aberavon (4)                                        | Moqueta (i)  | Ann Kiyomura       | Marita Redondo Virginia Wade              | 6−4, 3−6, 6−7 |
| Finalista  | 20.  | 30 d'octubre de 1973   | Edimburg (3)                                        | Moqueta (i)  | Ann Kiyomura       | Marita Redondo Virginia Wade              | 1−6, 6−2, 4−6 |
| Finalista  | 21.  | 18 de març de 1974     | Akron, Estats Units                                 | Moqueta (i)  | Olga Morozova      | Rosie Casals Billie Jean King             | 2−6, 4−6      |
| Guanyadora | 10.  | 20 de maig de 1974     | Bournemouth, Regne Unit                             | Terra batuda | Virginia Wade      | Patti Hogan Sharon Walsh                  | 7−5, 6−3      |
| Finalista  | 22.  | 8 de juliol de 1974    | Newport (2)                                         | Gespa        | Paulina Peisachov  | Lesley Charles Sue Mappin                 | 0−5, retirada |
| Guanyadora | 11.  | 5 d'agost de 1974      | Indianapolis                                        | Terra batuda | Gail Sherriff      | Chris Evert Jeanne Evert                  | 6−3, 6−1      |
| Guanyadora | 12.  | 12 d'agost 1974        | Toronto                                             | Terra batuda | Gail Sherriff      | Chris Evert Jeanne Evert                  | 6−3, 6−4      |
| Finalista  | 23.  | 18 d'agost de 1974     | Newport, Estats Units                               | Gespa        | Gail Sherriff      | Lesley Charles Sue Mappin                 | 2−6, 5−7      |
| Finalista  | 24.  | 18 de novembre de 1974 | Hirakata, Japó                                      | Moqueta (i)  | Kazuko Sawamatsu   | Rosie Casals Lesley Hunt                  | 3−6, 4−6      |
| Finalista  | 25.  | 5 d'agost de 1975      | Indianapolis (2)                                    | Terra batuda | Gail Sherriff      | Fiorella Bonicelli María Isabel Fernández | 6−3, 5−7, 3−6 |

### Dobles mixts: 1 (1−0)
| Resultat   | Núm. | Data                 | Torneig                                             | Superfície   | Parella         | Oponents                         | Marcador |
| ---------- | ---- | -------------------- | --------------------------------------------------- | ------------ | --------------- | -------------------------------- | -------- |
| Guanyadora | 1.   | 14 d'octubre de 1968 | Jocs Olímpics, Ciutat de Mèxic, Mèxic (demostració) | Terra batuda | Herb Fitzgibbon | Helga Masthoff Jürgen Fassbender | 6−1, 6−3 |

### Equips: 3 (2−1)
| Resultat   | Núm. | Data                    | Torneig                            | Superfície   | Equip                               | Oponents                                      | Marcador |
| ---------- | ---- | ----------------------- | ---------------------------------- | ------------ | ----------------------------------- | --------------------------------------------- | -------- |
| Guanyadora | 1.   | 15 de maig de 1966      | Copa Federació, Torí, Itàlia       | Terra batuda | Carole Graebner Billie Jean Moffitt | Edda Buding Helga Hosl Helga Niessen          | 3−0      |
| Guanyadora | 2.   | 25 de maig de 1969      | Copa Federació, Atenes, Grècia (2) | Terra batuda | Peaches Bartkowicz Nancy Richey     | Margaret Court Kerry Melville Judy Tegart     | 2−1      |
| Finalista  | 1.   | 13 − 19 de maig de 1974 | Fed Cup, Nàpols, Itàlia            | Terra batuda | Jeanne Evert Sharon Walsh-Pete      | Dianne Balestrat Evonne Goolagong Janet Young | 1−2      |

## Trajectòria

### Individual
| Open d'Austràlia | A  | A  | A  | A  | A  | A  | A  | A | A  | A  | A  | A  | A  | A  | SF | A  | 0 / 1  |
| Roland Garros | A  | A  | A  | A  | A  | 1R | QF | A | 3R | QF | SF | 3R | A  | A  | QF | 1R | 0 / 8  |
| Wimbledon | A  | A  | A  | A  | A  | 4R | 3R | A | 3R | QF | 4R | 3R | 2R | 3R | 2R | A  | 0 / 9  |
| US Open | 1R | 2R | 2R | 2R | 4R | 1R | A  | A | 2R | QF | A  | 3R | 3R | QF | SF | 2R | 0 / 13 |
| Llegenda: G: Guanyadora; F: Finalista; SF: Semifinalista; QF: Quarts de final; Q: Qualificació; A: Absent; RR: Round Robin; |    |    |    |    |    |    |    |   |    |    |    |    |    |    |    |    |        |

### Dobles femenins
| Open d'Austràlia | A  | A  | A  | A | A  | A  | A  | A  | A  | A  | SF | A  | 0 / 1 |
| Roland Garros | A  | 3R | SF | A | QF | QF | QF | 3R | 1R | A  | A  | A  | 0 / 7 |
| Wimbledon | A  | 2R | 3R | A | 2R | QF | 3R | 2R | 2R | 2R | QF | A  | 0 / 9 |
| US Open | 2R | SF | A  | A | QF | QF | A  | 2R | 2R | 2R | 1R | 1R | 0 / 9 |
| Llegenda: G: Guanyadora; F: Finalista; SF: Semifinalista; QF: Quarts de final; Q: Qualificació; A: Absent; RR: Round Robin; |    |    |    |   |    |    |    |    |    |    |    |    |       |

### Dobles mixts
| Open d'Austràlia | A  | A  | A | A | A  | A  | A  | A  | A  | A | A  | 0 / 0 |
| Roland Garros | A  | 2R | A | A | 2R | 3R | A  | A  | A  | A | QF | 0 / 4 |
| Wimbledon | A  | A  | A | A | QF | 3R | 3R | 2R | 2R | A | A  | 0 / 5 |
| US Open | 2R | A  | A | A | 1R | SF | A  | A  | A  | A | A  | 0 / 3 |
| Llegenda: G: Guanyadora; F: Finalista; SF: Semifinalista; QF: Quarts de final; Q: Qualificació; A: Absent; RR: Round Robin; |    |    |   |   |    |    |    |    |    |   |    |       |